# Bissexualidade inata
Bissexualidade inata (ou predisposição à bissexualidade) é uma noção introduzida na psicanálise por Sigmund Freud sob a influência de Wilhelm Fliess: de acordo com essa noção, todo ser humano tem disposições sexuais masculinas e femininas, que afirma que todos os humanos nascem bissexuais, mas através do desenvolvimento psicológico (que inclui fatores externos e internos) a maioria se torna monossexual enquanto a bissexualidade permanece em um estado latente. No entanto, a noção propriamente psicanalítica de bissexualidade não deixou de emergir com clareza mesmo nas obras posteriores de Freud. Continua a levantar questões no campo psicanalítico, em particular em relação ao conceito de gênero usado hoje nas ciências sociais.

## Da bissexualidade constitucional à bissexualidade psíquica

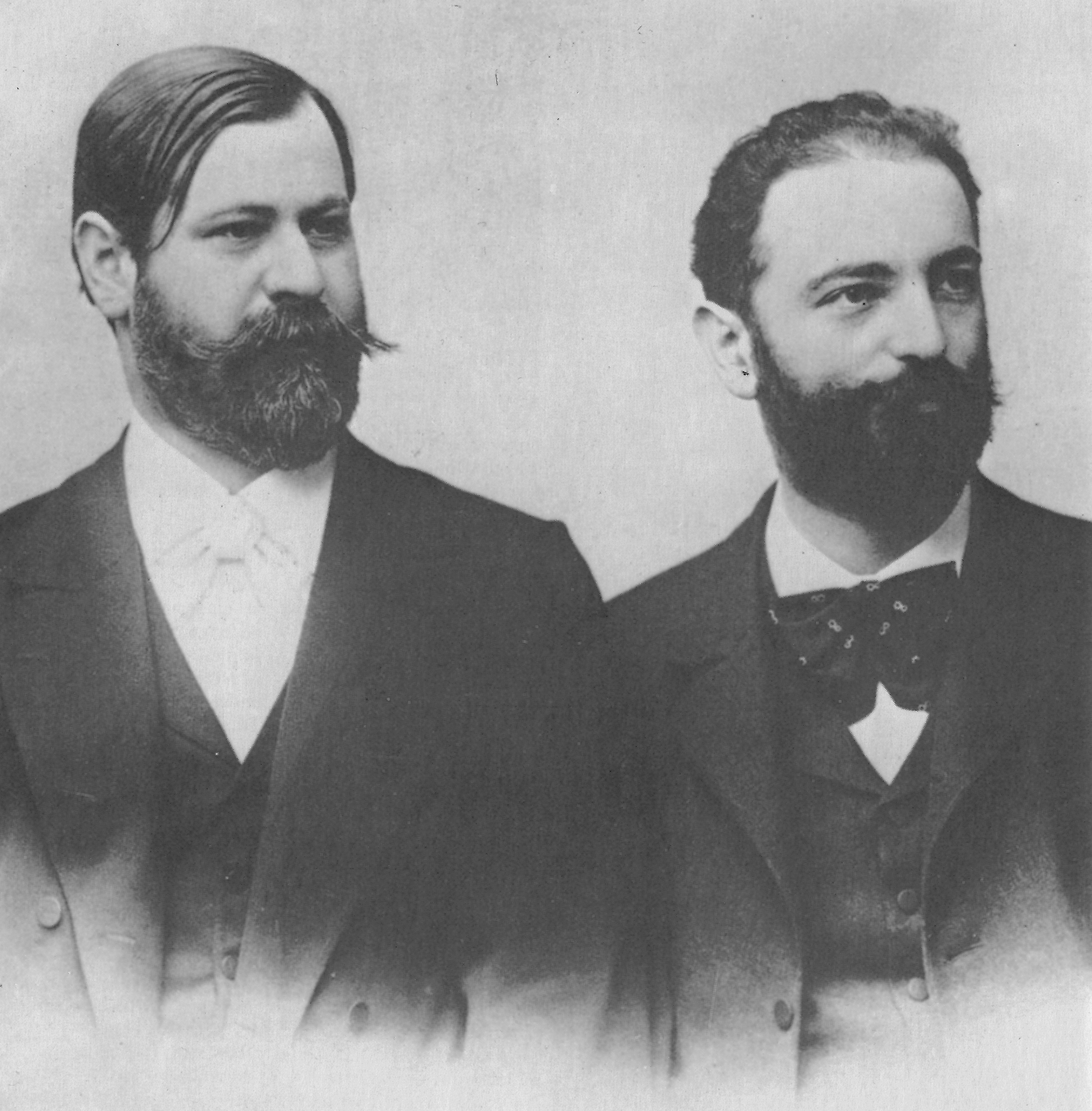
Sigmund Freud e Wilhelm Fliess, 1890.

A noção de bissexualidade preexiste à pesquisa de Fliess e Freud, na literatura filosófica e psiquiátrica da década de 1890, mas é a influência de Fliess sobre Freud nesse sentido, como evidenciado por sua correspondência, que cria uma teorização psicanalítica. Embora a teoria de uma bissexualidade “constitucional” seja baseada em dados anatômicos, cabe a Freud considerar como 
as disposições sexuais masculinas e femininas [...] encontram-se nos conflitos (psíquicos) que o sujeito sabe assumir seu próprio sexo
  .
Freud e Fliess têm a ambição, no final do século XIX, para produzir conjuntamente uma teoria da bissexualidade. No entanto, embora inicialmente concordem com a ideia de uma bissexualidade inata, ou seja, que todo ser humano é tanto feminino quanto masculino, eles discordam quanto à sua origem. Na verdade, Freud apoia a ideia de uma bissexualidade psíquica e Fliess a de uma bissexualidade biológica.
Segundo Fliess, os impulsos bissexuais poderiam ser explicados pela coexistência no corpo do sujeito de órgãos genitais masculinos e femininos (ou restos de órgãos).

## Três Contribuições na Teoria da Sexualidade

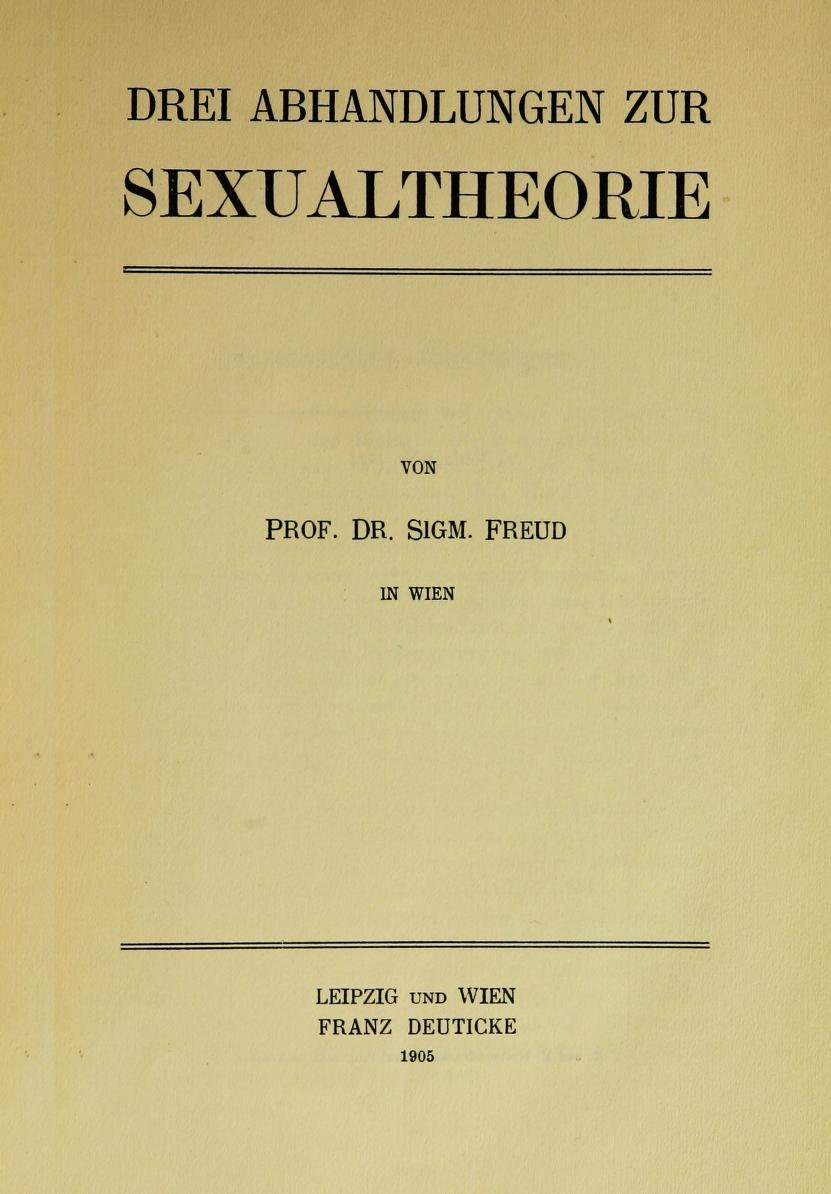
1905: os três julgamentos

Freud opôs a essa teoria a ideia de uma bissexualidade psíquica, uma dualidade homem/mulher que estaria localizada na psique e não no organismo. Sua discordância os leva a abandonar a ideia de trabalharem juntos na bissexualidade.

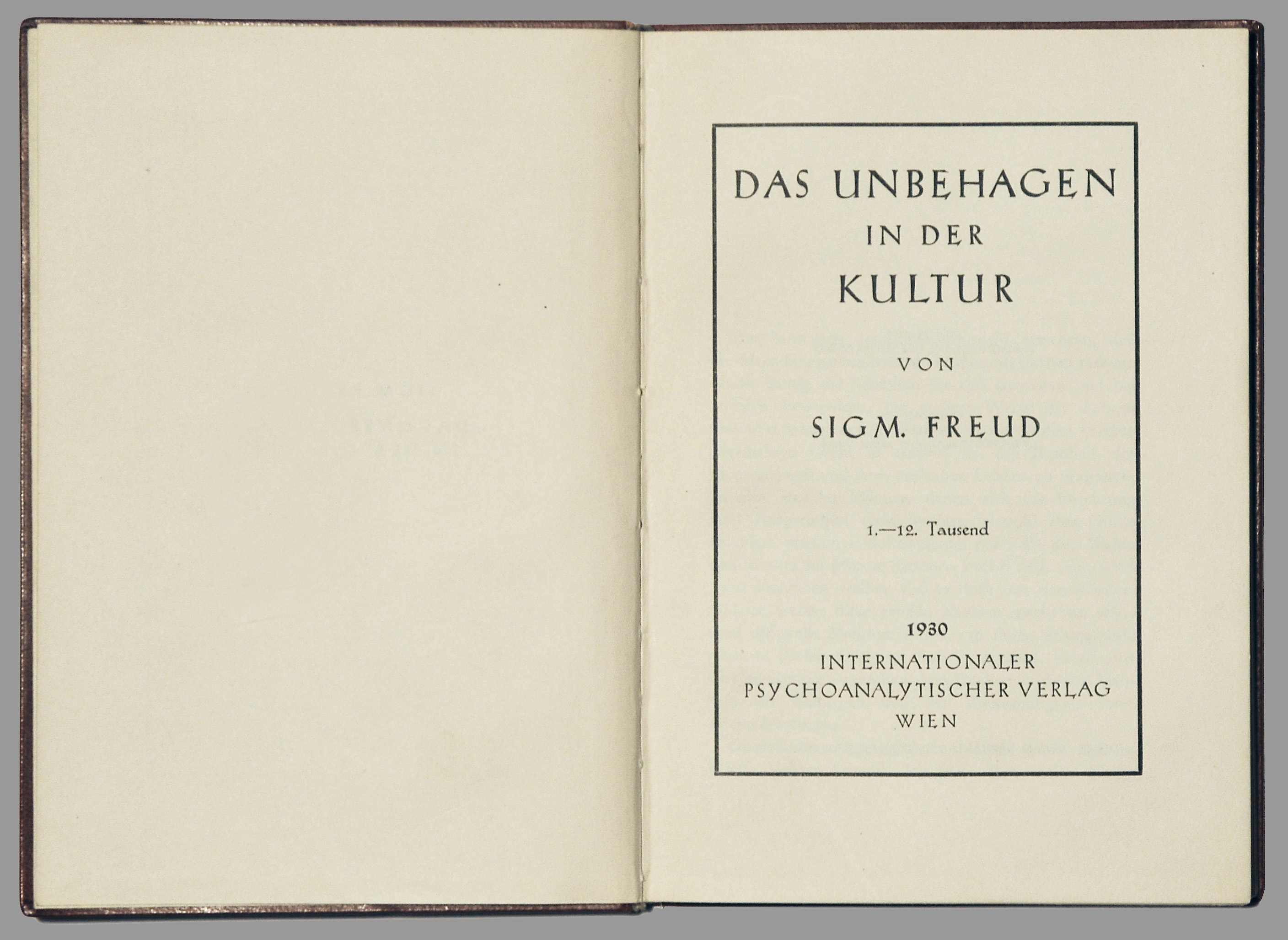
1930: Mal-estar na cultura

Freud então apresenta sua teoria da bissexualidade psíquica em seus Três ensaios sobre teoria sexual (1905).
A noção de bissexualidade permanecerá parcialmente obscura em Freud, como ele a formulará mais tarde em Malaise dans la civilization (1930), onde ele reconhece que ainda não foi capaz de encontrar a ligação com a teoria da pulsão.
Em 1937, em Analise terminável e interminável, Freud volta à importância do complexo de castração, cujos dados biológicos não são suficientes para contabilizar.
Em relação à primazia do falo em ambos os sexos (inveja do pênis nas mulheres, atitude feminina nos homens): a ideia de uma bissexualidade 'biológica' segundo a concepção de Fliess que a influenciou recentemente, ainda parece ir contra o sexo do sujeito submetido à repressão, destacam Laplanche e Pontalis, citando Freud.
Em suas Três Contribuições para a Teoria do Sexo (1920), Freud discute o conceito de inversão (isto é, homossexualidade) com relação ao seu inatismo, ou a predisposição biológica para a homossexualidade ou bissexualidade. As conclusões que ele tira baseiam-se no fato de que, nos primeiros estágios de desenvolvimento, os humanos passam por um período de hermafrodismo. Com base nisso, ele afirma que "a concepção que extraímos desse fato anatômico há muito conhecido é a predisposição original para a bissexualidade, que no decorrer do desenvolvimento mudou para a monossexualidade, deixando leves resquícios do sexo atrofiado".
Isso se desenvolve em uma teoria geral de que a atração por ambos os sexos é possível, mas que uma é mais comum para cada sexo. Ele explica a inversão da atração homossexual como resultado de um episódio ou episódios traumáticos que impedem o desenvolvimento normal de uma atração pelo sexo oposto, uma visão que gera críticas do movimento LGBT+, por considerar a heterossexualidade como a norma e outras sexualidades como desvios anormais. Essa teoria também foi baseada no trabalho de seu associado Wilhelm Fliess.
Freud é famoso por caracterizar os humanos como naturalmente "polimorficamente perversos", significando que praticamente qualquer objeto pode ser uma fonte de realização erótica ou que os bebês são relativamente indiferentes ao objeto de realização erótica.

### Os estudos de caso

#### Dora
"Dora" era Ida Bauer (1882–1945), uma paciente de Freud. Ele usou o pseudônimo de Dora ao escrever sobre suas sessões. Freqüentemente, a teoria da bissexualidade inata é discutida em associação com as sessões de Freud com Dora.

#### Homem Lobo
Outro estudo frequentemente associado a essa teoria é o do "Homem-Lobo", um paciente que tentou reprimir suas tendências homossexuais. Freud explicou o desenvolvimento do Homem-Lobo em termos de uma incapacidade de reprimir sua natureza feminina inata.

## Críticas e debates

### Gênero social (gender) e teoria freudiana
Segundo Éric Macé, Robert Stoller se opõe à hipótese da bissexualidade freudiana.
Nancy Chodorow critica a interpretação feita na psicanálise das teorias freudianas da sexualidade e afirma que a descrição da sexualidade humana requer ir além do "generalizações" e "universalizações" feitas anteriormente, e que estabelecem a heterossexualidade como critério definidor do desenvolvimento psíquico normal. Segundo ela, é para a psicanálise, "por um lado, [para] acompanhar o nível de cultura e suas próprias descobertas clínicas, e, por outro lado, [para] retornar a Freud". Ela também critica o estereótipo que associa identidade de gênero (ou feminilidade / masculinidade) e sexualidade.
Segundo Lucie Lembrez, as obras de Fliess e Freud, como a maioria das obras sobre a bissexualidade, às vezes são contraditórias e falham em dar à bissexualidade um lugar adequado quanto à homossexualidade ou heterossexualidade. Segundo ela, Freud admitiria essa confusão de sua teoria em 1929 ao explicar em O Mal-estar na Civilização que a bissexualidade não passa diretamente pelas pulsões  .

### Gênero e bissexualidade na psicanálise

#### Atribuição de gênero para a criança
No quadro da teoria da sedução generalizada, Jean Laplanche introduziu a noção de “gênero” na psicanálise francesa em seus últimos trabalhos, Segundo a teoria de Laplanche, o gênero é então válido como uma “mensagem enigmática” atribuída à criança pelo outro adulto, na maioria das vezes os pais, ou “mensagem comprometida”, ou seja, "infiltrado pelo inconsciente sexual dos pais"
Patrick Merot também aponta o diálogo com Judith Butler engajado nesta abordagem mais radical e original da noção de gênero na psicanálise por Jean Laplanche  . Essas hipóteses teóricas levantadas em «Gênero, sexo, sexual» por fim, abrem várias «incertezas», sublinha Laplanche na conclusão do seu artigo, entre as quais as seguintes duas questões: "Como atribuição social se posiciona próximo à linhagem de apego em relação a esta dupla linhagem, o problema da feminilidade e o de “bissexualidade”?

#### A questão do feminino
O analista pode se sentir inseguro diante de "uma problemática tocante de identidade sexual". Se o recurso teórico a Freud permanecer "preciose" em seus olhos, observa Marie-Thérèse Khair Badawi, a noção de" estágio protofeminino " desenvolvido por Stoller, no entanto, impôs-se a ele na medida em que a "protofeminação" postulado por este autor "é um primeiro estágio feminino no relacionamento com a mãe": "a feminilidade estaria, portanto, em primeiro lugar para Stoller, na menina e no menino".

#### Textos de referência
Wilhelm Fliess
- As relações entre o nariz e a genitália feminina apresentadas de acordo com seu significado biológico ( Die Beziehungen zwischen Nase und weiblichen Geschlechtsorganen (In ihrer biologischen Bedeutung dargestellt), Viena, 1897), Paris, Seuil, 1977ISBN 2020046717
- (em alemão) Der Ablauf des Lebens. Grundlegung zur exakten Biology, Leipzig e Viena, Franz Deuticke, 1906.

Sigmund Freud
- Cartas para Wilhelm Fliess 1887-1904, Edição completa, Tradução de Françoise Kahn e François Robert, Paris, PUF, 2006ISBN 2130549950
- Três ensaios sobre teoria sexual (1905), Gallimard, coll. " Folio », 1989 ISBN 2070325393
- "Hysterical fantasies and bissexuality", 1908, em Neurosis, psychosis and perversion, PUF, Paris, 1973, 149-155.
- Le Malaise dans la culture (1929), Prefácio de Jacques André, tradução de P. Cotet, R. Lainé e J. Stute-Cadiot, Paris, PUF, coleção “ Quadriga ", 2004ISBN 2-13-054701-X
- A análise finita e a análise infinita (1937), tradução de J. Altounian, A. Bourguignon, P. Cotet, A. Rauzy, OCF. P, XX, Paris, PUF, 2010, p. 13-55ISBN 978-2-13-056594-9

#### Estudos
- Didier Anzieu, 1973, “Bisexuality in Freud's Self-Analysis : o sonho " Meu filho, o míope "", Nouvelle Revue de psychanalyse, no 7, 179-191
- Jean Bergeret, 1975, "A soma, a diferença e a divisão (Bissexualidade e fantasias primárias)", Revue française de psychanalyse, tomo XXXIX, 1027-1050.
- Brette, J. e Cosnier, J., 1975, “One sexuality, two sexes, three people”, Revue française de psychanalyse, tomo XXXIX, 971-973.
- Paulo R.Ceccarelli, “Bissexualidade”, in Alain de Mijolla (ed.), Dicionário Internacional de Psicanálise 1. A / L., Paris, Calmann-Lévy, Paulo R.Ceccarelli,  Paulo R.Ceccarelli, ISBN 2-7021-2530-1 ) ; reedições: Hachette-Littérature, 2005ISBN 9782012791459  .
- Christian David ,
  - " Bissexualidade psíquica. Elementos de uma reavaliação », Relatório do XXXV Congresso de Psicanalistas da Língua Românica, Revue française de psychanalyse, tomo XXXIX, 695-856
  - “Psychic bisexuality”, em Essais psychanalytiques, Paris, Payot, 1992.
  - “Escrita, sexo e bissexualidade”, Nouvelle Revue de Psychanalyse, 1977, n ° 16.
- Marie-Thérèse Khair Badawi, “ Feminino, feminino / maternal : construções para dizê-lo », Revue française de psychanalyse, vol. voar. 72, nº 5, 2008, p. 1489-1496 .</img>
- Jean Laplanche e J.-B. Pontalis, Vocabulário da psicanálise, a entrada: “Bisexualité”, Paris, Puf, 1 ed. 1967 8 ed. 1984 13 ed. 1997ISBN 2 13 038621 0; Reemitir " PUF / Quadriga "[1997], 5 ed. 2007</img>
- Jean Laplanche, “Le genre, le sexe, le sexual” (2003), em Sexual. Sexualidade ampliada no sentido freudiano. 2000-2006, Paris, PUF, 2007, p. 153-193ISBN 978-2-13-055376-2 .</img>
- Patrick Merot, “Jean Laplanche (1924-2012)”, em Dictionnaire international de la psychanalyse (dir. A. de Mijolla), 2 volumes, edição atualizada com adições adicionais, Fayard / Pluriel, 2013, p. XIII-XIV  .</img>
- Michel de M'Uzan, 1975, “Trajectoire de la bisexualité”, Revue française de psychanalyse, tomo XXXIX, 885-892.
- " Bissexualidade »(Artigo) in: Roudinesco, Elisabeth; Plon, Michel (2011) [1997]. «Bisexualité». Dictionnaire de la psychanalyse. Col: La Pochothèque (em francês). [S.l.]: Fayard. ISBN 978-2-253-08854-7 Roudinesco, Elisabeth; Plon, Michel (2011) [1997]. «Bisexualité». Dictionnaire de la psychanalyse. Col: La Pochothèque (em francês). [S.l.]: Fayard. ISBN 978-2-253-08854-7 Roudinesco, Elisabeth; Plon, Michel (2011) [1997]. «Bisexualité». Dictionnaire de la psychanalyse. Col: La Pochothèque (em francês). [S.l.]: Fayard. ISBN 978-2-253-08854-7
- Robert Stoller, 1973, “Facts and Assumptions : um exame do conceito freudiano de bissexualidade ”, Nouvelle Revue de psychanalyse, no 7, 1973, p. 135-155 .
- Jean-Jacques Tyszler, “Algumas consequências da rejeição da diferença entre os sexos”, La revue lacanienne, Eres, 2007, n ° 4, pp. 34-39.
- Serge Viderman, “Ce que deux est à trois”, Revue française de psychanalyse, tomo XXXIX, 1975, p. 935-942